# Triodopsis divesta
Triodopsis divesta är en snäckart som först beskrevs av Gould 1848.  Triodopsis divesta ingår i släktet Triodopsis och familjen Polygyridae. Inga underarter finns listade i Catalogue of Life.